# Лабинск
Лабинск (рус. Лаби́нск) град је у Русији у Краснодарском крају. Налази се на реци Лаба. Према попису становништва из 2010. у граду је живело 62.822 становника.

## Становништво
Према прелиминарним подацима са пописа, у граду је 2010. живело 62.822 становника, 1.376 (2,24%) више него 2002.
| 1939.  | 1959.  | 1970.  | 1979.  | 1989.  | 2002.  | 2010.  |
| ------ | ------ | ------ | ------ | ------ | ------ | ------ |
| 30.003 | 41.944 | 49.982 | 53.988 | 57.958 | 61.446 | 62.864 |

## Галерија
- Грб (1970)
- Грб 1990. године